# Vittoria (metropolitana di Brescia)
Vittoria è una stazione della metropolitana di Brescia, situata in Piazza della Vittoria, nel centro storico cittadino.

## Storia
Il contesto storico e urbanistico nel quale sorge la stazione ha reso difficoltose sia la fase di progettazione, sia di realizzazione. Durante i primi scavi, come d'altronde messo in conto, sono stati messi alla luce vasti reperti archeologici, in particolare il basamento di una torre medioevale in discreto stato di conservazione e di pregevole fattura architettonica. L'ambiente era stato trasformato in cantina nel XVI secolo e così era rimasto fino all'epoca della demolizione del quartiere delle Pescherie, avvenuta tra il 1927 e il 1930 durante il cantiere di apertura della piazza stessa. Per permettere la prosecuzione dei lavori, i ruderi sono stati smontati e trasferiti altrove. In seguito, non sono più state registrate scoperte di carattere archeologico.
La stazione è operativa dal 2 marzo 2013.

## Strutture e impianti
La stazione è collocata nella diramazione nord-ovest di Piazza della Vittoria, a fianco della chiesa di Sant'Agata. La stazione si trova nel cuore del centro storico cittadino, a pochi passi dalle principali piazze (piazza della Loggia, piazza del Duomo, piazza del Mercato) e dai principali monumenti storici della città.
Si trova nei pressi, poco più a nord, anche l'imbocco di via dei Musei, lungo la quale si trovano piazza del Foro con il Capitolium e il museo di Santa Giulia.
Data la centralità della stazione rispetto al nucleo storico cittadino e in pratica unica fermata della linea metropolitana interna all'antico perimetro delle mura (escludendo le fermate San Faustino e Stazione FS che sorgono ai margini), essa è stata progettata in vista di un flusso massimo di 3800 utenti nella fascia di punta, suddivisi tra cittadini, turisti e studenti dell'Università Cattolica del Sacro Cuore, che ha sede più a est in via Trieste.
Sotto la stessa piazza della Vittoria si trova il preesistente, grande parcheggio, il più capiente del centro storico cittadino, tra l'altro ampliato proprio in vista dell'apertura della stazione della metropolitana.

## Interscambi
Nelle vicinanze della stazione effettuano fermata alcune linee urbane di superficie, gestite da Brescia Trasporti.
- Fermata autobus

## Servizi
La stazione dispone di:
- Biglietteria automatica